# Andrea Lavagnino
Andrea Lavagnino (Genova, 23 luglio 1970) è un doppiatore e attore teatrale italiano.

## Biografia
Nato a Genova, dopo alcune esperienze teatrali si trasferisce a Roma, dove intraprende la carriera di attore e doppiatore.
Ha dato voce a molti attori sia in film sia in serie televisive, ma ha anche avuto esperienze come attore, specie a teatro. Tra gli attori principali di serie televisive che ha doppiato vi sono: Nathan Fillion, protagonista della serie Castle, Álvaro Morte in  La casa di carta, Timothy Omundson in Psych, David Anders in Heroes e Thomas Jane in Hung - Ragazzo squillo.
Per il cinema invece ha avuto occasione di doppiare Anthony Mackie in Half Nelson e in Haven, Ashton Kutcher in Personal Effects, Johnathon Schaech in Living Hell, Matthew Marsden in Resident Evil: Extinction, Cary Elwes in The Alphabet Killer e Bill Mumy in Shockwave - L'attacco dei droidi.
Ha anche dato voce a Diego Ramos nella telenovela Il mondo di Patty e a Fabio Di Tomaso in Flor - Speciale come te. Inoltre ha doppiato anche personaggi di cartoni animati, tra cui Pungiglione in Ben 10, Anagan in Winx Club, Xiomano in Inami, Plasto in PopPixie e Averell Dalton ne I Dalton.
Dalla prima alla settima stagione è stato voce narrante di Cucine da incubo.

## Filmografia

### Televisione
- Distretto di polizia, regia di Monica Vullo – serie TV (2002)
- R.I.S. - Delitti imperfetti, regia di Alexis Sweet – serie TV (2005)

## Doppiaggio

### Cinema
- Sean Harris in Liberaci dal male, Mission: Impossible - Rogue Nation, Codice criminale, Mission: Impossible - Fallout, Il re
- Nathan Fillion in Percy Jackson e gli dei dell'Olimpo - Il mare dei mostri, The Suicide Squad - Missione suicida, Guardiani della Galassia Vol. 3, Deadpool & Wolverine, Superman
- Anthony Mackie in Haven, Half Nelson, La leggenda del cacciatore di vampiri, Pain & Gain - Muscoli e denaro
- Josh Brolin in Men in Black 3, Un giorno come tanti, Dune, Dune - Parte due, Brothers
- Timothy Olyphant in Sono il Numero Quattro, C'era una volta a... Hollywood, Amsterdam, Havoc
- John Ortiz ne Il lato positivo - Silver Linings Playbook, L'ultima tempesta
- William Houston in Sherlock Holmes, Sherlock Holmes - Gioco di ombre
- Josh Stewart in Bobby Z - Il signore della droga, Insidious - L'ultima chiave
- Ralph Fiennes in Spectre, No Time to Die
- Travis Fimmel ne La battaglia di Long Tan, Zona 414
- Dwayne Johnson in Snitch - L'infiltrato, Una spia e mezzo
- Shemar Moore in Sonic 2 - Il film, Sonic 3 - Il film
- Scott Speedman in L'ultimo libro
- Vincenzo Tanassi in Ride
- Matthew McConaughey in Cocaine - La vera storia di White Boy Rick
- Jasper Pääkkönen in BlacKkKlansman
- Anders Mossling in Thelma
- Bobby Cannavale in Jumanji - Benvenuti nella giungla
- Richard Armitage in Terre selvagge
- Wahab Chaudhry in The Witch
- Michael Lomenda in Jersey Boys
- Wentworth Miller in Resident Evil: Afterlife
- Jerry O'Connell in Scary Movie V
- David Pasquesi in Angeli e demoni
- John Heffernan in Mistero a Crooked House
- Ben Mendelsohn in Ready Player One
- Daniel Adegboyega in Missione vendetta
- Freddie Prinze Jr. in Star Wars - L'ascesa di Skywalker
- Gunner Wright in Land of Bad
- Thomas Jane in 1922
- Michael Ian Black in Smosh: The Movie
- Raúl Arévalo ne Il piano
- Philippe Duclos in Florida
- Colman Domingo in Candyman
- Tom Bennett in Rocketman
- Don Cheadle in Space Jam: New Legends
- Eugenio Derbez in Overboard
- Dan Finnert in Hocus Pocus 2
- David Gordon Green in Bones and All
- Zack Ward in A Christmas Story Christmas
- Albrecht Schuch in Niente di nuovo sul fronte occidentale
- Keith Jefferson in The Hateful Eight
- Tom Cullen in Mine
- Mads Mikkelsen in Un altro giro
- Tom Jenkins in Oppenheimer
- Don Gilet in The Beekeeper
- George Burgess in Land of Bad
- Mike Epps in Madame Web
- Masanobu Takashima in Onigoroshi - Demon City
- Nelson Lee in Civil War
- Peter Macon ne Il regno del pianeta delle scimmie
- Lachy Hulme in Furiosa: A Mad Max Saga
- Daniel Grao ne Il club dei lettori assassini
- Marcin Perchuc in Le onde dell'amore
- Álvaro Morte in Immaculate - La prescelta
- Laurent Lafitte in Il conte di Montecristo
- Mehmet Günsür in Rosso Istanbul
- Joseph Lee Anderson in Divorzio in nero
- Yoga Pratama in Kabut Berduri - La nebbia sul confine
- Francisco Rubio in Príncipes salvajes
- Chukwudi Iwuji in John Wick - Capitolo 2
- Pål Sverre Hagen in Let Go
- Joseph Millson in Operazione vendetta
- Tituss Burgess in Biancaneve
- Everon Jackson Hooi in IHostage

### Film d'animazione
- Averell Dalton in Lucky Luke e la più grande fuga dei Dalton, Lucky Luke (secondo doppiaggio), Lucky Luke - La ballata dei Dalton (secondo doppiaggio), La grande avventura dei Dalton
- Coccinella in Bee Movie
- Colin MacLeod in Highlander: Vendetta immortale
- Baron in La ricompensa del gatto
- Hiroim in Planet Hulk
- Visione in Next Avengers - Gli eroi di domani
- Jasper Sitwell in Hulk - Nella terra dei mostri
- Spirito della casa ne La famiglia Addams[1]
- Randy in Lupin the IIIrd - La bugia di Mine Fujiko
- Cyrus Strange ne La famiglia Addams 2
- Micromanager in The LEGO Movie
- B-127 / Bumblebee in Transformers One
- Lo scienziato in Un'avventura spaziale - Un film dei Looney Tunes
- Happy in 10 Lives - Un gatto fortunato
- Il padre di Alfonso in La banda di Don Chisciotte - Missione mulini a vento
- Generale Targg in Il Signore degli Anelli - La guerra dei Rohirrim
- Don (parte parlata) in Toys - Giocattoli alla riscossa
- François Augustin Reynier de Jarjayes in Le rose di Versailles - Lady Oscar

### Serie televisive
- Nathan Fillion in Castle, The Big Bang Theory, Santa Clarita Diet, Modern Family, The Rookie
- Laverne Cox in Orange Is the New Black, The Mindy Project, Doubt - L'arte del dubbio
- Álvaro Morte in La casa di carta, Il molo rosso, La Ruota del Tempo
- Nicholas Gonzalez in CSI: Miami, The Good Doctor, La Brea
- Chukwudi Iwuji in Designated Survivor, Quantico, The Day of the Jackal
- Manu Bennett in Spartacus, The Shannara Chronicles
- Teddy Sears in Masters of Sex, 24: Legacy
- Mark Bonnar in Humans, Shetland
- Tony Dalton in Hawkeye, Better Call Saul (st. 6)
- Timothy Olyphant in The Mandalorian, The Book of Boba Fett
- Thomas Jane in Hung - Ragazzo squillo
- Gideon Emery in Teen Wolf
- Till Demtrøder ne La nostra amica Robbie
- Jesse Borrego in Dexter
- Leslie Odom Jr. in Person of Interest
- Raúl Esparza in Hannibal
- Timothy Omundson in Psych
- Jeremy Sisto in Suburgatory
- Elias Koteas in Chicago P.D.
- Joseph Sikora in True Detective
- Richard Armitage in Spooks
- Michael Ealy in The Good Wife
- Michel Brown in Fisica o chimica
- Dean Winters in Law & Order - Unità vittime speciali
- Guillaume de Tonquédec in Profiling
- Luke Roberts in Black Sails
- Josh Stewart in The Punisher
- Tom Cullen in The Five
- Michael Shanks in Saving Hope
- Brian Austin Green in Desperate Housewives
- Tygh Runyan in Versailles
- Nick Stahl in Fear the Walking Dead
- Mehdi Nebbou in Morgane - Detective geniale
- Coby Bell in Walker
- Chukwudi Iwuji in Designated Survivor
- Tariq Trotter in The Deuce - La via del porno
- Nick Basta in Tales of the Walking Dead
- Esben Dalsgaard in L'uomo delle castagne
- Ross McCall in Suspicion
- Jeremy Shamos in Only Murders in the Building
- Dustin Demri-Burns in The Decameron
- Enzo Cilenti ne Il Trono di Spade
- Michael Charles Vaccaro in The Consultant
- Ioan Gruffudd in The reunion
- Isak Férriz in In fiamme
- Timm Sharp in Percy Jackson e gli dei dell'Olimpo
- Danny Pudi in Avatar - La leggenda di Aang
- Walton Goggins in Fallout
- Kay Kay Menon in Citadel: Honey Bunny
- Toni Zenet in Amore e vendetta - Zorro
- Donald Sales in Morte e altri dettagli
- Yōsuke Eguchi in House of Ninjas
- Leif Gantvoort in Will Trent
- Jóhannes Haukur Jóhannesson in Those About to Die
- Sean Harris in Attacco al potere - Paris Has Fallen
- Jason Alan Carvell in Will Trent

### Soap opera e telenovelas
- Fabio Di Tomaso in Flor - Speciale come te
- Diego Ramos in Il mondo di Patty
- Jorge Pèrez in Chica vampiro
- Pablo Quaglia in Pasión prohibida
- Mariano Chiesa in Kally's Mashup
- Friedrich Struß in Chiamata d'emergenza
- Christian Stamm in La promessa

### Serie animate
- Elvis Cridlington in Sam il pompiere
- Imperatore Belos in The Owl House - Aspirante strega
- Jay G ne I Simpson
- Elfman Strauss in Fairy Tail
- Garudos Randall in Battle Spirits - Sword Eyes
- Byakuya dei Miraggi in Inuyasha
- Kanan Jarrus in Star Wars Rebels
- Todd Chavez in BoJack Horseman
- Il Gatto ne Le avventure del gatto con gli stivali
- Tiny in Wacky Races (serie 2017)[2]
- Il Quarto Kazekage (2°voce) in Naruto: Shippuden
- Draghetto in Dottoressa Peluche
- Ziggy in Lazy Town
- Deuce in Loonatics Unleashed
- Tontus in Planet Sheen
- Botch in Rollbots
- Timber Wolf in Legion of Superheroes
- Damien in Carl²
- Pungiglione in Ben 10
- Baboon in Hareport - Leprotti in pista
- Bobo in Cajou
- Wulph in Dragon Booster
- Henry in Oswald
- Ken in Supercat
- Signor Washee Washee ne I Griffin
- Aramis in Z-Girls
- Averell Dalton ne I Dalton
- Tahno in La leggenda di Korra
- Anagan in Winx Club
- Plasto in PopPixie
- Xiomaro in Inami
- Kevin Dragonfly in Inazuma Eleven - La squadra delle meraviglie
- Wu Donglai in Ken il guerriero: Le origini del mito
- Dorulomon in Digimon Fusion Battles
- George Kato in Live-On: scegli la tua carta!
- Wataru Uraga in Lupin III - L'avventura italiana
- Lo Sciamano in World of Winx
- Shiro in Voltron: Legendary Defender
- King in One-Punch Man
- Henry Wu in Jurassic World - Nuove avventure
- Sasaki Kojirō in Record of Ragnarok
- Rob (4ª voce) ne Lo straordinario mondo di Gumball
- Grillo Parlante in Pinocchio and Friends
- Alexander Lloyds in Tiger & Bunny
- Chad Wagon in Koala Man
- Dottor Tenma in Pluto
- Wied in Übel Blatt
- Kino Medarda in Arcane
- Re Zimah in Secret Level
- Il signor Bronson in Alex Player
- Coach Dan in Win or Lose
- Asterix in Asterix & Obelix: Il duello dei capi
- Ispettore Dario in New Panty & Stocking with Garterbelt

### Programmi televisivi
- Voce narrante in Cucine da incubo (2013-2019)
- Paul Merton in Paul Merton in Cina
- Josh Bernstein in Alla ricerca della verità
- Adam Ferrara in Top Gear USA
- Chuck Palumbo in Due macchine da soldi

### Documentari e docu-serie
- Kevin in African Safari

### Videogiochi
- Billy Boy, Capo Bravo Team e Soldato #2 in Ghosthunter (2003)[3]
- Redd Jankowski e Dott. York in F.E.A.R. 2: Project Origin (2009)[4]
- Milo Evans e Dottor Morris in Wet (2009)[5]
- Craig Boone in Fallout: New Vegas (2010)
- Hutchins in Lost Planet 3 (2013)[6]
- Il Visitatore e Lo Scienziato in Fortnite Battle Royale (2017)[7]
- Sam Porter Bridges (Norman Reedus) in Death Stranding (2019),[8] Death Stranding 2: On the Beach (2025)[9]

## Teatro
- Il Blues di Mexico City, regia di Raffaella Russo (1991)
- Qualcosa appare in lontananza, regia di Cecilia Del Sordo (1992)
- Atlantide, regia di Fiorella Testa (1993)
- Il diario di Anna Frank, regia di Pierluigi Cominotto (1994)
- I maghi, regia di Manuel Ruiz (1995)
- La recita dell'Amleto nel villaggio di Medusa Inferiore, regia di Enzo Carioti (1995)
- Requiem, regia di Teresa Pedroni (1996)
- Filolettere, regia di Teresa Pedroni (1997)
- Elettra, regia di Walter Pagliaro (1997)
- Vestire gli ignudi, regia di Walter Pagliaro (1998)
- Medea, regia di Walter Pagliaro (1999)
- Il caso di via Lourcine, regia di Walter Pagliaro (2000)
- Letterati e dolci signore, regia di Walter Pagliaro (2001)
- La favorite, regia di Walter Pagliaro (2002)
- Stella, regia di Walter Pagliaro (2003)
- Il tempo e la stanza, regia di Walter Pagliaro (2004)
- Il mantello squarciato, regia di Walter Pagliaro (2004)
- La marionetta egiziana, regia di Walter Pagliaro (2004)
- La recita della follia, regia di Walter Pagliaro (2004)

## Riconoscimenti
- La Musa d'Oro 2022: Miglior Doppiatore Serie TV per Alvaro Morte (Il professore) ne La casa di carta